# Chlorochaeta subprocumbaria
Chlorochaeta subprocumbaria är en fjärilsart som beskrevs av Charles Oberthür 1916. Chlorochaeta subprocumbaria ingår i släktet Chlorochaeta och familjen mätare. Inga underarter finns listade i Catalogue of Life.